# Lijst van wielerploegen/2019
Hieronder volgt een lijst van officieel door de UCI geregistreerde wielerploegen in 2019. 

## UCI World Tour wielerploeg
| Ploeg                          | Land                         | Renners | Fietsmerk   | UCI-Code | Sinds |
| ------------------------------ | ---------------------------- | ------- | ----------- | -------- | ----- |
| AG2R La Mondiale               | Frankrijk                    | 28      | Eddy Merckx | ALM      | 2000  |
| Astana Pro Team                | Kazachstan                   | 28      | Argon 18    | AST      | 2005  |
| Bahrain-Merida                 | Bahrein                      | 25      | Merida      | TBM      | 2017  |
| BORA-hansgrohe                 | Duitsland                    | 27      | Specialized | BOH      | 2010  |
| CCC Team                       | Polen                        | 24      | Giant       | CPT      | 2019  |
| Deceuninck–Quick-Step          | België                       | 24      | Specialized | DQT      | 2003  |
| EF Education First Pro Cycling | Verenigde Staten             | 27      | Cannondale  | EF1      | 2005  |
| Groupama-FDJ                   | Frankrijk                    | 28      | Lapierre    | GFC      | 1997  |
| Lotto Soudal                   | België                       | 27      | Ridley      | LTS      | 1985  |
| Movistar Team                  | Spanje                       | 26      | Canyon      | MOV      | 2004  |
| Mitchelton-Scott               | Australië                    | 26      | Scott       | MTS      | 2012  |
| Team Dimension Data            | Zuid-Afrika                  | 27      | BMC         | TDD      | 2007  |
| Team INEOS                     | Verenigd Koninkrijk          | 27      | Pinarello   | INE      | 2010  |
| Team Jumbo-Visma               | Nederland                    | 26      | Bianchi     | TJV      | 1996  |
| Team Katjoesja Alpecin         | Zwitserland                  | 23      | Canyon      | TKA      | 2004  |
| Team Sunweb                    | Duitsland                    | 25      | Cervélo     | SUN      | 1998  |
| Trek-Segafredo                 | Verenigde Staten             | 26      | Trek        | TFS      | 2010  |
| UAE Team Emirates              | Verenigde Arabische Emiraten | 29      | Colnago     | UAD      | 1992  |

## Professionele continentale wielerploeg
| UCI-code | Ploegnaam                     | Land             | UCI-Tour         |
| -------- | ----------------------------- | ---------------- | ---------------- |
| ANS      | Androni Giocattoli-Sidermec   | Italië           | UCI Europe Tour  |
| BRD      | Bardiani CSF                  | Italië           | UCI Europe Tour  |
| BBH      | Burgos-BH                     | Spanje           | UCI Europe Tour  |
| CJR      | Caja Rural-Seguros RGA        | Spanje           | UCI Europe Tour  |
| COF      | Cofidis, Solutions Crédits    | Frankrijk        | UCI Europe Tour  |
| COC      | Corendon-Circus               | België           | UCI Europe Tour  |
| DMP      | Delko Marseille Provence      | Frankrijk        | UCI Europe Tour  |
| TDE      | Direct Énergie                | Frankrijk        | UCI Europe Tour  |
| EUS      | Euskadi Basque Country-Murias | Spanje           | UCI Europe Tour  |
| GAZ      | Gazprom-RusVelo               | Rusland          | UCI Europe Tour  |
| HBA      | Hagens Berman Axeon           | Verenigde Staten | UCI America Tour |
| ICA      | Israël Cycling Academy        | Israël           | UCI Asia Tour    |
| MZN      | Manzana-Postobon Team         | Colombia         | UCI America Tour |
| NSI      | Neri-Selle Italia             | Italië           | UCI Europe Tour  |
| NIP      | Nippo-Vini Fantini-Faizanè    | Italië           | UCI Europe Tour  |
| RLY      | Rally-UHC Cycling             | Verenigde Staten | UCI America Tour |
| RIW      | Riwal-Readynez Cycling Team   | Denemarken       | UCI Europe Tour  |
| ROC      | Roompot-Charles               | Nederland        | UCI Europe Tour  |
| SVB      | Sport Vlaanderen-Baloise      | België           | UCI Europe Tour  |
| PCB      | Team Arkéa Samsic             | Frankrijk        | UCI Europe Tour  |
| TNN      | Team Novo Nordisk             | Verenigde Staten | UCI America Tour |
| VCB      | Vital Concept-B&B Hotels      | Frankrijk        | UCI Europe Tour  |
| W52      | W52-FC Porto                  | Portugal         | UCI Europe Tour  |
| WGG      | Wanty-Gobert                  | België           | UCI Europe Tour  |
| WVA      | Wallonie Bruxelles            | België           | UCI Europe Tour  |